# سیاه‌دانه دمشقی
نیگلا داماسکنا (نام علمی: Nigella damascena) نام یک گونه از تیره آلالگان است.

## منابع

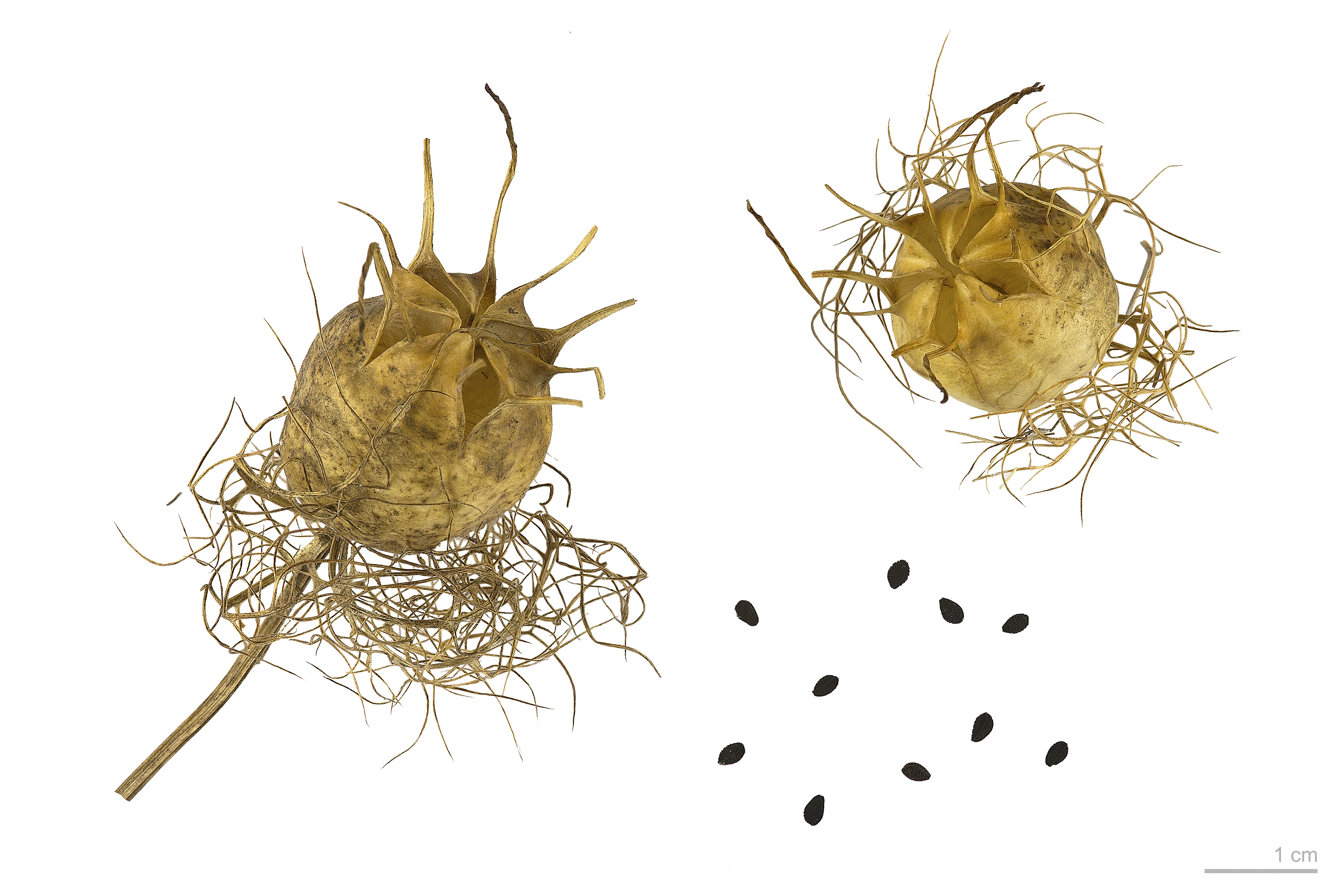
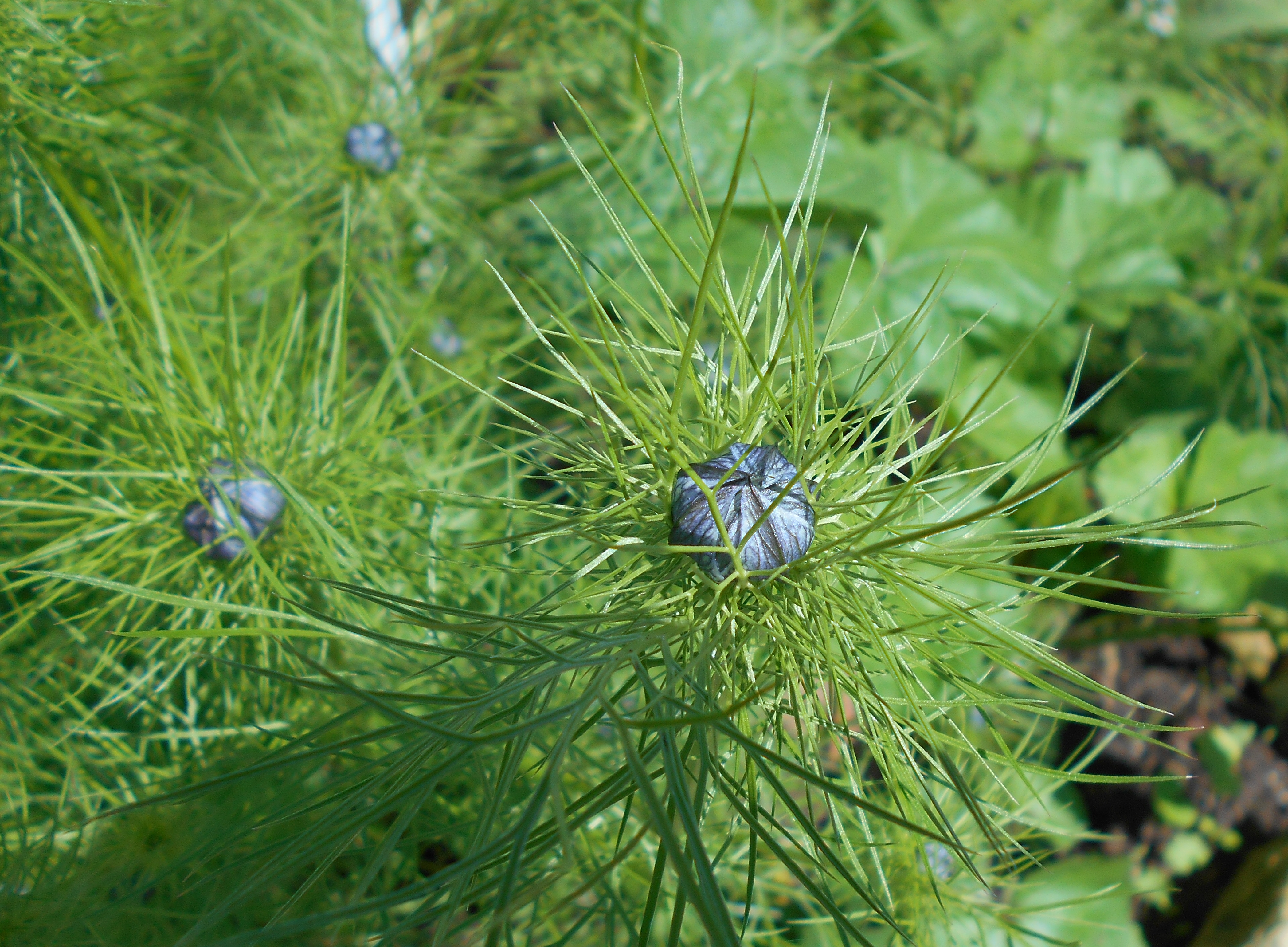